# 伊克夫人

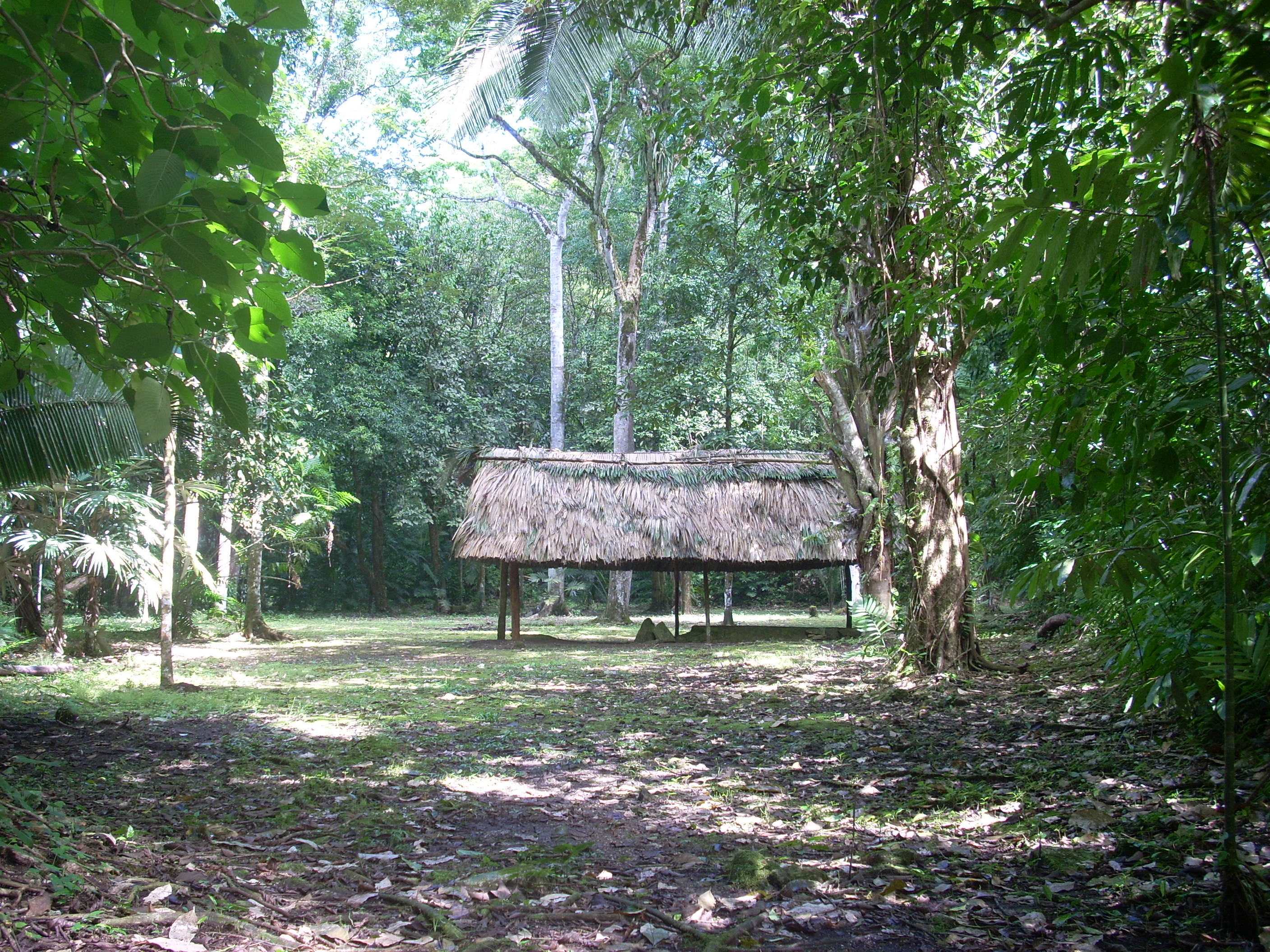
Ixkun的3号广场，曾受Ik的儿子兔神K统治。

Ik夫人（英語：Lady Ik）是玛雅城邦Ixkun的统治者兔神K之母，可能是一位公主。 
1号馬雅石碑的文书记载表明Ik夫人可能是从一个名为Akbal的城邦来的，然这一观点仍未得到证明。